# AS Pirae
Die AS Pirae ist der erfolgreichste tahitianische Fußballklub aus Pirae und spielt in der obersten Landesliga, der Tahiti Division Fédérale. Der Verein war bis 2012 die einzige Mannschaft aus Französisch-Polynesien, die jemals das Finale der OFC Champions League erreichte, dieser Erfolg wurde 2012 von der AS Tefana eingestellt. Den Finaleinzug feierte der Verein im Jahre 2006, wo er gegen den neuseeländischen Klub Auckland City FC mit 1:3 unterlegen war.
AS Pirae wurde elfmal tahitianischer Meister und neunmal Pokalsieger des eigenen Landes.
Im Februar 2022 nahm der Verein als Ersatz für den Auckland City FC, der seine Teilnahme wegen der Corona-Quarantäne-Bestimmungen in Neuseeland abgesagt hatte, an der FIFA-Klub-Weltmeisterschaft 2021 in den Vereinigten Arabischen Emiraten teil und traf dort in der ersten Runde auf den Verein al-Jazira Club. Das Spiel verlor AS Pirae mit 1:4.

## Spieler
- Raimoana Bennett (2001–2014)
- Iotua Kautai (2001–2013)
- Naea Bennett (2002–2014)
- Marama Vahirua (2013–2017)